# Vladimír Vondráček
Vladimír Vondráček (Znojmo, Moràvia Meridional, 22 de maig de 1949) va ser un ciclista txecoslovac, d'origen txec. Va guanyar una medalla de bronze al Campionat del Món de contrarellotge per equips de 1975. Va participar en els Jocs Olímpics de 1976.

## Palmarès
- 1975
  - Vencedor d'una etapa a la Milk Race